# Xysticus nataliae
Xysticus nataliae là một loài nhện trong họ Thomisidae.
Loài này thuộc chi Xysticus. Xysticus nataliae được miêu tả năm 1968 bởi Utochkin.